# Joachim Mehlhausen

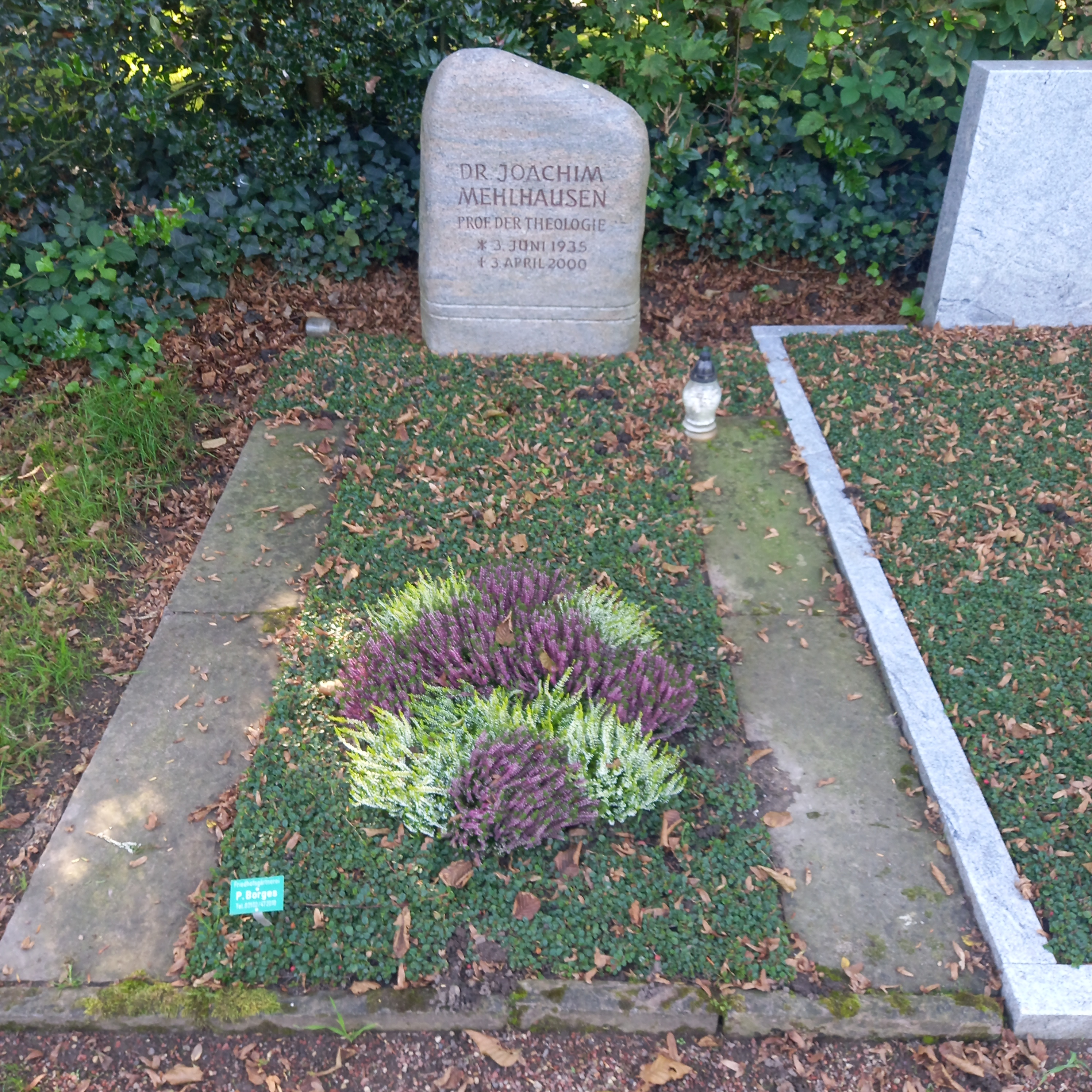
Das Grab von Joachim Mehlhausen auf dem Friedhof der Evangelischen Kirchengemeinde Kaiserswerth in Düsseldorf

Joachim Mehlhausen (* 3. Juni 1935 in Berlin; † 3. April 2000 in Düsseldorf) war ein deutscher evangelischer Theologe und Kirchenhistoriker.

## Leben

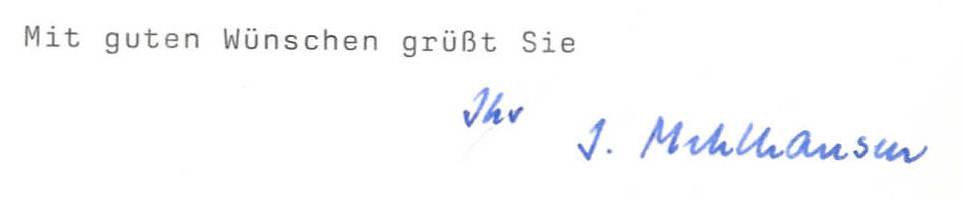
Mehlhausens persönliche Unterschrift

Nach dem Studium der Evangelischen Theologie in Hamburg, Zürich, Basel und Bonn wurde Mehlhausen 1965 mit einer bei Ernst Bizer entstandenen Arbeit zum Dr. theol. promoviert. Als Assistent Bizers von 1965 bis 1973 konnte er sich 1971 habilitieren. 1973 wurde er Pfarrer der Bonner Kreuzkirchengemeinde, 1976 Landeskirchenrat der Evangelischen Kirche im Rheinland. Als Oberkirchenrat und hauptamtliches Mitglied der rheinischen Kirchenleitung war er ab 1981 für die Ausbildung und Prüfung des theologischen Nachwuchses zuständig, bis er 1987 auf eine Professur für Kirchengeschichte und Kirchenordnung an der Universität Tübingen berufen wurde. Hier wirkte er bis zum Herbst 1998, als er durch einen Gehirnschlag dauerhaft das Bewusstsein verlor.
Nach Arbeiten zur Geschichte der Reformation und des 19. Jahrhunderts waren Mehlhausens Forschungen im letzten Jahrzehnt seines Lebens überwiegend dem deutschen Protestantismus unter dem Nationalsozialismus sowie in der Nachkriegszeit gewidmet. Seit 1988 war er Vorsitzender der Evangelischen Arbeitsgemeinschaft für Kirchliche Zeitgeschichte. Ferner war er Mitherausgeber des theologischen Lexikons Theologische Realenzyklopädie sowie der Zeitschriften Evangelische Theologie, Zeitschrift für Kirchengeschichte und Verkündigung und Forschung. Von 1990 bis 1995 war er Erster Vorsitzender der Wissenschaftlichen Gesellschaft für Theologie.

## Schriften (Auswahl)
Monographien
- Dialektik, Selbstbewusstsein und Offenbarung. Die Grundlagen der spekulativen Orthodoxie Bruno Bauers in ihrem Zusammenhang mit der Geschichte der theologischen Hegelschule dargestellt. Dissertation. Universität Bonn 1964.
- Vestigia Verbi: Aufsätze zur Geschichte der evangelischen Theologie. de Gruyter, Berlin 1999, ISBN 3-11-015053-0.

Herausgeberschaften
- Friedrich Buchholz (Kunsthistoriker): Liturgie und Gemeinde. Gesammelte Aufsätze, München 1971.
- Das Augsburger Interim von 1548 (= Texte zur Geschichte der evangelischen Theologie. Band 3). Neukirchener Verlag, Neukirchen-Vluyn 1970; 2. Auflage 1992.
- Reformationsgedenken. Beiträge zum Lutherjahr 1983 aus der Evangelischen Kirche im Rheinland. Habelt, Bonn 1985, ISBN 3-7927-0812-4.
- mit Anselm Doering-Manteuffel: Christliches Ethos und der Widerstand gegen den Nationalsozialismus in Europa. Kohlhammer, Stuttgart u. a. 1995.
- … und über Barmen hinaus. Studien zur Kirchlichen Zeitgeschichte. Festschrift für Carsten Nicolaisen zum 4. April 1994. Vandenhoeck & Ruprecht, Göttingen 1995.
- Zeugen des Widerstands. Ehemalige Studenten der Universität Tübingen, die im Kampf gegen den Nationalsozialismus starben. Mohr, Tübingen 1996. 2. Auflage 1998, ISBN 3-16-146535-0.
- mit Leonore Siegele-Wenschkewitz: Zwei Staaten – zwei Kirchen? Evangelische Kirche im geteilten Deutschland; Ergebnisse und Tendenzen der Forschung. Evangelische Verlags-Anstalt, Leipzig 2000, ISBN 978-3-374-01792-8.